# Coupe d'Arménie de football 2020-2021
Navigation
Coupe d'Arménie 2019-2020 Coupe d'Arménie 2021-2022
La Coupe d'Arménie 2020-2021 est la 30e édition de la Coupe d'Arménie depuis l'indépendance du pays. Elle prend place entre le 18 septembre 2020 et le 15 mai 2021.
Un total de 14 équipes participe à la compétition, cela inclut les dix clubs de la première division 2020-2021 auxquels s'ajoutent quatre équipes du deuxième échelon.
Le vainqueur de la coupe se qualifie pour le premier tour de qualification de la Ligue Europa Conférence 2021-2022 ainsi que pour l'édition 2021 de la Supercoupe d'Arménie.
L'Ararat Erevan sort vainqueur de cette édition, battant l'Alashkert FC en finale pour s'adjuger son sixième trophée dans la compétition, le premier depuis 2008.

## Premier tour
Les matchs aller sont disputés les 18 et 19 septembre 2020. Les matchs retours sont quant à eux joués entre le 7 novembre 2020 et le 25 février 2021.
Le 3 novembre 2020, le Gandzasar Kapan annonce son retrait de la compétition pour des raisons financières liées à la pandémie de Covid-19 en Arménie et au conflit dans le Haut-Karabagh et déclare donc forfait avant le match retour contre West Armenia.
| Équipe 1              | Score  | Équipe 2             | Aller | Retour        |
| --------------------- | ------ | -------------------- | ----- | ------------- |
| FC Van (D1)           | 2 - 0  | (D2) Noravank SC     | 0 - 0 | 2 - 0         |
| West Armenia (D2)     | 6 - 2  | (D1) Gandzasar Kapan | 3 - 2 | 3 - 0 forfait |
| Urartu Erevan (D1)    | 2 - 1  | (D1) Pyunik Erevan   | 2 - 1 | 0 - 0         |
| Shirak FC (D1)        | 1 - 3  | (D1) Alashkert FC    | 1 - 2 | 0 - 1         |
| BKMA Erevan (en) (D2) | 2E - 2 | (D1) Lori FC         | 0 - 0 | 2 - 2         |
| Ararat Erevan (D1)    | 6 - 1  | (D2) Sevan FC        | 3 - 0 | 3 - 1         |

## Quarts de finale
Les matchs aller sont disputés les 11 et 12 mars 2021, et les matchs retour entre le 3 et le 7 avril 2021.
| Équipe 1           | Score             | Équipe 2               | Aller | Retour   |
| ------------------ | ----------------- | ---------------------- | ----- | -------- |
| West Armenia (D2)  | 3 - 5             | (D1) Ararat Erevan     | 2 - 0 | 1 - 5    |
| Alashkert FC (D1)  | 6 - 1             | (D2) BKMA Erevan (en)  | 4 - 0 | 2 - 1    |
| FC Van (D1)        | 1 - 1 (3 - 5 tab) | (D1) FC Ararat-Armenia | 0 - 1 | 1 - 0 ap |
| Urartu Erevan (D1) | 2 - 4             | (D1) FC Noah           | 0 - 2 | 2 - 2    |

## Demi-finales
Les matchs aller sont disputés le 20 avril 2021, et les matchs retour le 30 avril et le 1er mai 2021.
| Équipe 1           | Score | Équipe 2               | Aller | Retour |
| ------------------ | ----- | ---------------------- | ----- | ------ |
| Alashkert FC (D1)  | 4 - 1 | (D1) FC Noah           | 1 - 1 | 3 - 1  |
| Ararat Erevan (D1) | 3 - 2 | (D1) FC Ararat-Armenia | 2 - 0 | 1 - 2  |

## Finale
| Entraîneur :             |
| Abraham Khashmanyan (en) |

| Entraîneur :        |
| Vardan Bichakhchyan |

| Entraîneur :             |
| Abraham Khashmanyan (en) |

| Entraîneur :        |
| Vardan Bichakhchyan |